# Ernst van Hohenberg
Ernst Alfons Frans Ignatius Jozef Maria Anton Fürst von Hohenberg (Benešov, 27 mei 1904 - Graz, 5 maart 1954) was het jongste kind van aartshertog Frans Ferdinand van Oostenrijk-Este uit diens morganatisch huwelijk met Sophie Chotek. Vanwege het morganatische karakter van het huwelijk van zijn ouders, was hij zelf geen aartshertog. In 1909 werd hem door de Oostenrijkse keizer Frans Jozef I de titel Fürst von Hohenberg toegekend. 

## Leven
Na de aanslag op Frans Ferdinand en Sophie op 28 juni 1914 waren hij en zijn oudere broer en zuster wees geworden. Ze werden opgenomen in het huishouden van hun tante Henriette Chotek en haar man Jaroslav van Thun en Hohenstein. 
Hij trouwde in 1936 met Maria Therese Wood (1910-1985), met wie hij twee kinderen kreeg:
- Frans Ferdinand (1937-1978)
- Ernst (1944-2023)

## Verzet en overlijden
In 1938 verzetten hij en zijn broer Maximiliaan zich openlijk tegen de Anschluss waarna zij beiden gevangen werden genomen en afgevoerd naar het Concentratiekamp Dachau. Ook werden zij onteigend. Zijn broer Maximiliaan werd in 1940 vrijgelaten. Ernst werd doorgestuurd naar Buchenwald, van waaruit hij in 1943 werd vrijgelaten. Hij overleed in 1954 aan de gevolgen van de mishandelingen die hij in gevangenschap had moeten ondergaan.
- Gemeinsame Normdatei: 1057926787
- Virtual International Authority File: 310602482